# Jü Čeng-šeng
Jü Čeng-šeng (čínsky pchin-jinem Yú Zhèngshēng, znaky zjednodušené 俞正声, tradiční 俞正聲, * 5. dubna 1945 Šao-sing) je politik v Čínské lidové republice, v současnosti tajemník Komunistické strany Číny v Šanghaji a od roku 2012 člen stálého výboru politbyra ÚV Komunistické strany Číny. Členem politbyra je přitom už od roku 2002. Dříve byl tajemníkem strany v Chu-peji.

## Život
Jü Čeng-šeng se narodil v Šao-singu v provincii Če-ťiang. Vystudoval navrhování raketových střel na Charbinském institutu vojenského inženýrství. V prosinci 1968 byl poslán pracovat do Čang-ťia-kchou a až do poloviny osmdesátých let pak pracoval v oboru elektrotechnického inženýrství.

## Politická kariéra
Jü se stal starostou Čching-taa a Jen-tchaja. Pak byl v Čching-tau tajemníkem strany. Pak byl v roce 1997 jmenován náměstkem ministra stavebnictví a potom se stal přímo ministrem stavebnictví. V letech 1998 až 2001 ve vládě Čua Žung-ťiho ve funkci zůstal. V listopadu 2002 se stal členem politbyra a pak nahradil v roli tajemníka strany v Šanghaji Si Ťin-pchinga.
Díky tomu, že měl dobré vztahy s Tengem Pchu-fangem, synem Tenga Siao-pchinga, udržel se v politice i poté, co jeho bratr Jü Čchiang-šeng v roce 1985 emigroval do Spojených států amerických. Jeho kariéru to ovšem zpomalilo.
Juovým tchánem byl až do své smrti Čang Čen-chuan, generál Čínské lidové osvobozenecké armády.